# Uvarovacris gracilis
Uvarovacris gracilis är en insektsart som först beskrevs av Boris Petrovich Uvarov 1927.  Uvarovacris gracilis ingår i släktet Uvarovacris och familjen gräshoppor. Inga underarter finns listade i Catalogue of Life.